# Luzeret
Luzeret ist eine französische Gemeinde mit 155 Einwohnern (Stand: 1. Januar 2022) im Département Indre in der Region Centre-Val de Loire; sie gehört zum Arrondissement Le Blanc und zum Kanton Saint-Gaultier. Die Einwohner werden Luzerétois genannt.

## Geographie
Luzeret liegt etwa 36 Kilometer südsüdwestlich von Châteauroux.
Nachbargemeinden von Luzeret sind Rivarennes und Thenay im Norden, Vigoux im Osten und Nordosten, Sacierges-Saint-Martin im Süden sowie Prissac im Westen und Südwesten.

## Bevölkerungsentwicklung
| Jahr                      | 1962 | 1968 | 1975 | 1982 | 1990 | 1999 | 2006 | 2013 |
| Einwohner                 | 317  | 306  | 250  | 214  | 161  | 160  | 155  | 144  |
| Quelle: Cassini und INSEE |      |      |      |      |      |      |      |      |

## Sehenswürdigkeiten
- Kirche Saint-Vivien
- Schloss
- Kloster von Loudieu
- Kommende von Luzeret

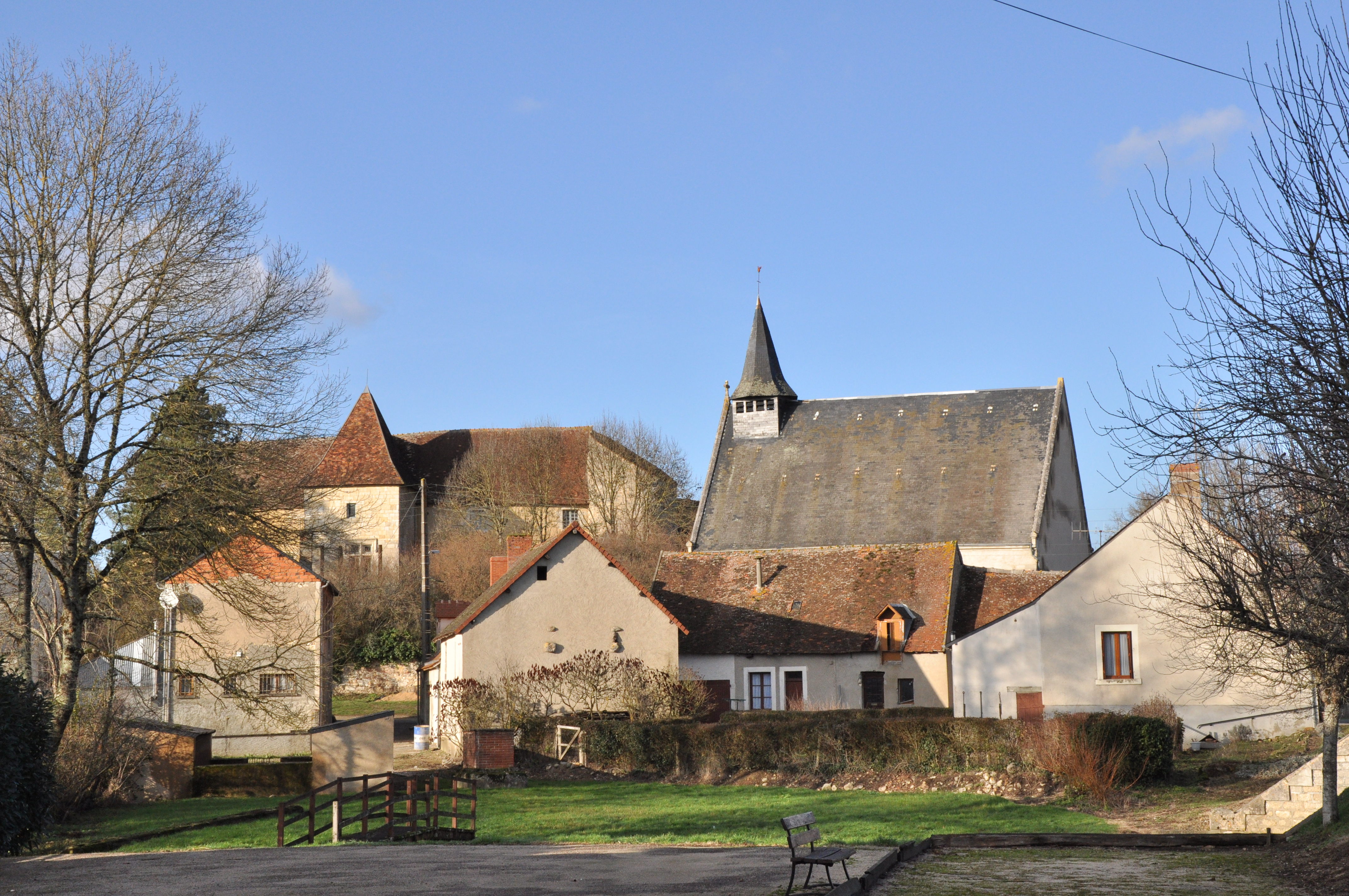
Kirche Saint-Vivien und Schloss
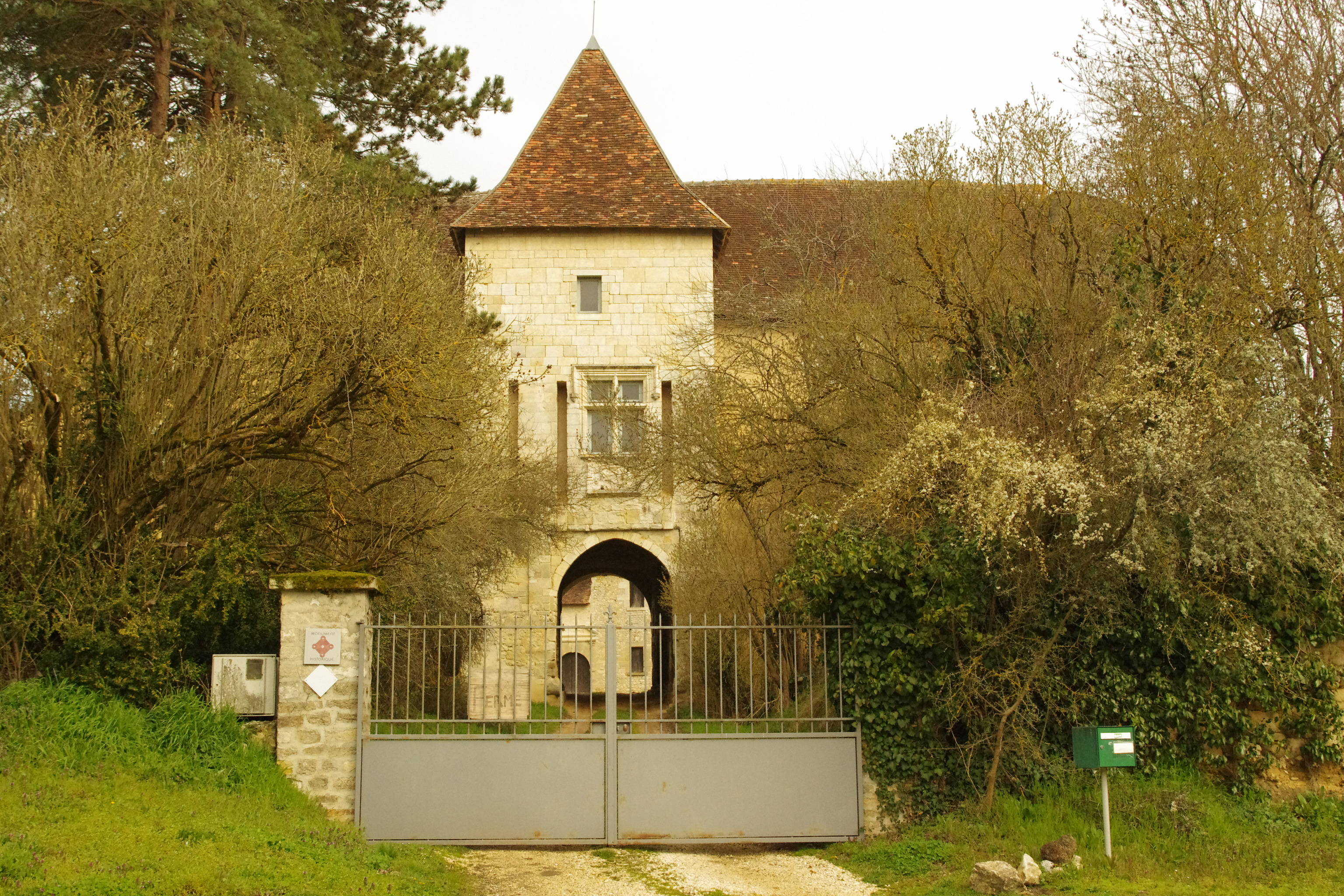
Kommende von Luzeret

## Persönlichkeiten
- Étienne Tardif de Pommeroux de Bordesoulle (1771–1837), Divisionsgeneral